# Tákos
Tákos là một thị trấn thuộc hạt Szabolcs-Szatmár-Bereg, Hungary. Thị trấn này có diện tích 10,82 km², dân số năm 2010 là 375 người, mật độ 35 người/km².